# Абсалямово (Білокатайський район)
Абсаля́мово (рос. Абсалямово) — присілок у складі Білокатайського району Башкортостану, Росія. Входить до складу Ургалинської сільської ради.
Населення — 244 особи (2010; 294 в 2002).
Національний склад:
- башкири — 98 %

Стара назва — Апсалямово.